# Other People's Heartache
Other People's Heartache is een reeks van vier mixtapes van de Britse band Bastille. De eerste twee werden uitgebracht in 2012, de derde in 2014 en de vierde in 2018. De nummers Of the Night, No Angels, Torn Apart en Grip werden de respectievelijk grootste hits, ook in België en Nederland.

## Other People's Heartache
Other People's Heartache is het eerste deel van de reeks mixtapes, uitgebracht in februari 2012. Ondanks dat de band al had getekend bij Virgin Records brachten ze dit album zelf uit, omdat ze voor veel gebruikt materiaal geen toestemming hadden. De mixtape werd gratis online gezet op een website die speciaal hiervoor werd aangemaakt.
De nummers bestaan uit covers, samples, quotes, eigen materiaal en samenwerkingen.

### Tracks
| Nr.         | Titel                                | Originele artiesten                           | Featuring                             | Opmerkingen                           | Duur  |
| ----------- | ------------------------------------ | --------------------------------------------- | ------------------------------------- | ------------------------------------- | ----- |
| 1           | "Adagio for Strings (What Is Love?)" | Samuel Barber en Haddaway                     | Maiday                                |                                       | 3:59  |
| 2           | "What Would You Do?"                 | City High                                     |                                       | Verscheen later op All This Bad Blood | 3:22  |
| 3           | "Requiem for Blue Jeans"             | Clint Mansell, Kronos Quartet en Lana Del Rey |                                       |                                       | 3:57  |
| 4           | "Of the Night"                       | Corona en Snap!                               |                                       | Verscheen later op All This Bad Blood | 3:34  |
| 5           | "Titanium"                           | David Guetta en Sia                           | Barnaby Keen Band                     |                                       | 2:54  |
| 6           | "Love Don't Live Here"               | Rose Royce                                    | Rory Andrew, Jonas Jalhay en F.Stokes |                                       | 6:02  |
| 7           | "Falling"                            | Angelo Badalamenti en Julee Cruise            | Ralph Pelleymounter                   |                                       | 3:45  |
| Totale duur | Totale duur                          | Totale duur                                   | Totale duur                           | Totale duur                           | 27:33 |

## Other People's Heartache, Pt. 2
Other People's Heartache, Pt. 2 is het tweede deel van de reeks mixtapes, uitgebracht in december 2012. Ondanks dat de band al had getekend bij Virgin Records brachten ze dit album zelf uit, omdat ze voor veel gebruikt materiaal geen toestemming hadden. De mixtape werd gratis online gezet op een website die speciaal hiervoor werd aangemaakt.
De nummers bestaan uit covers, samples, quotes, eigen materiaal en samenwerkingen.

### Tracks
| Nr.         | Titel              | Originele artiesten                              | Featuring                 | Opmerkingen                                 | Duur  |
| ----------- | ------------------ | ------------------------------------------------ | ------------------------- | ------------------------------------------- | ----- |
| 1           | "Tuning In"        |                                                  | HUMS Contemporary Choir   | Verscheen later op All This Bad Blood       | 1:02  |
| 2           | "Killer"           | Adamski, Seal, Backstreet Boys en George Michael | F*U*G*Z                   |                                             | 3:01  |
| 3           | "No Angels"        | TLC en The xx                                    | Ella Eyre                 |                                             | 4:00  |
| 4           | "Walk to Oblivion" | Gheorghe Zamfir en The ARC Choir                 | Ralph Pelleymounter       |                                             | 2:21  |
| 5           | "Forever Ever"     | Fugees en Enya                                   | Jay Brown en Kate Tempest |                                             | 3:42  |
| 6           | "Dreams"           | Fleetwood Mac                                    | Gabrielle Aplin           | Verscheen later op Panic Cord               | 4:19  |
| 7           | "Thinkin' Ahead"   | Frank Ocean en Hans Zimmer                       | O.N.E. en Ric Elsworth    | Verscheen later als B-kant van Laura Palmer | 4:03  |
| 8           | "Free"             | Tina Turner en N-Trance                          | Ella Eyre en Erika        |                                             | 3:18  |
| 9           | "Sweet Pompeii"    | Calvin Harris en Thomas Newman                   |                           |                                             | 2:32  |
| 10          | "Basement"         |                                                  | F*U*G*Z en F.Stokes       |                                             | 3:51  |
| 11          | "Oh Holy Night"    | Adolphe Adam                                     |                           | Verscheen later op All This Bad Blood       | 2:16  |
| Totale duur | Totale duur        | Totale duur                                      | Totale duur               | Totale duur                                 | 34:25 |

## VS. (Other People's Heartache, Pt. III)
VS. (Other People's Heartache, Pt. III) is het derde deel van de reeks mixtapes, uitgebracht in december 2014. Het was de eerste mixtape die wel door Virgin Records werd uitgegeven, en kreeg eveneens een release op CD en vinyl.
Het album onderscheidt zich van de vorige twee door te focussen op eigen materiaal en samenwerkingen, en niet op covers, samples en quotes.

### Tracks
| Nr.         | Titel                 | Featuring                       | Opmerkingen                                 | Duur  |
| ----------- | --------------------- | ------------------------------- | ------------------------------------------- | ----- |
| 1           | "Fall Into Your Arms" | The Gemma Sharples Quartet      |                                             | 1:49  |
| 2           | "Bite Down"           | Haim                            |                                             | 3:00  |
| 3           | "bad_news"            | MNEK                            | Verscheen eerder als B-kant van Oblivion    | 4:48  |
| 4           | "The Driver"          |                                 | Verscheen eerder op de soundtrack van Drive | 4:22  |
| 5           | "Axe to Grind"        | Tyde en Rationale               |                                             | 4:48  |
| 6           | "Torn Apart"          | GRADES                          |                                             | 3:06  |
| 7           | "Torn Apart, Pt. II"  | GRADES en Lizzo                 |                                             | 1:02  |
| 8           | "Weapon"              | Angel Haze, F*U*G*Z en Braque   |                                             | 4:48  |
| 9           | "Remains"             | Rag'n'Bone Man en Skunk Anansie |                                             | 4:40  |
| Totale duur | Totale duur           | Totale duur                     |                                             | 32:23 |

## Other People's Heartache, Pt. 4
Other People's Heartache, Pt. 4 is het vierde deel van de reeks mixtapes, uitgebracht in december 2018. Hoewel het album opnieuw door Virgin Records werd uitgegeven, werd er toch terug naar het format van de eerste twee mixtapes gegrepen. Deze mixtape werd zowel op cassette als op vinyl uitgebracht.
De nummers bestaan uit covers, samples, quotes, eigen materiaal en samenwerkingen.

### Tracks
| Nr.         | Titel                 | Originele artiesten   | Featuring                            | Opmerkingen                                    | Duur  |
| ----------- | --------------------- | --------------------- | ------------------------------------ | ---------------------------------------------- | ----- |
| 1           | "Wild World (Intro)"  | Cat Stevens           | Kianja                               |                                                | 2:03  |
| 2           | "Would I Lie to You?" | Charles & Eddie       | Kianja, S-X en Craig David           |                                                | 3:55  |
| 3           | "Grip"                |                       | Seeb                                 | Verscheen later op Sad in Scandinavia          | 3:18  |
| 4           | "Don't Let Go (Love)" | En Vogue              | Kianja, Craig David en Swarmz        |                                                | 4:08  |
| 5           | "Flowers"             | Sweet Female Attitude | Rationale en James Arthur            |                                                | 3:46  |
| 6           | "The Descent"         |                       | Lily Moore, Moss Kena en Jacob Banks | Verscheen eerder als B-kant van Send Them Off! | 5:42  |
| 7           | "Warmth (Outro)"      |                       | Moss Kena                            |                                                | 1:06  |
| Totale duur | Totale duur           | Totale duur           | Totale duur                          |                                                | 23:58 |

## Toekomst
De band gaf aan momenteel geen plannen te hebben voor een vijfde mixtape binnen deze reeks. De EP Goosebumps uit 2020 is echter nauw verwant aan deze mixtapes, en bevat ook enkele samenwerkingen met Kenny Beats en Graham Coxon.